# Henry Herbert (2e comte de Carnarvon)
Pour les articles homonymes, voir Henry Herbert et Herbert.
Henry George Herbert, 2e comte de Carnarvon (3 juin 1772 - 16 avril 1833) titré Lord Porchester de 1793 à 1811, est un pair britannique, un homme politique Whig.

## Biographie
Né à Hill Street à Londres, il est le fils aîné de Henry Herbert (1er comte de Carnarvon) et de Elizabeth Alicia Maria Wyndham, la fille aînée de Charles Wyndham (2e comte d'Egremont). Il est baptisé à St George's Hanover Square le 22 juin 1772. Il a plusieurs frères : le marin Charles Herbert (officier), le botaniste William Herbert et Algernon Herbert un antiquaire. Il fait ses études au Collège d'Eton jusqu'en 1789.

## Carrière
Il rejoint la Royal Wiltshire Militia en tant que capitaine en 1790 et, lorsque le West Somerset Yeomanry est créé, en 1794, il devient le major. Il est promu lieutenant-colonel quatre ans plus tard et devient colonel du régiment en 1803. Il est élu pour Cricklade, à la Chambre des communes britannique en 1794. Après l'Acte d'Union de 1801, il représente la circonscription au Parlement du Royaume-Uni jusqu'en 1811, date à laquelle il succède à son père comme comte. Au cours de son mandat de député, il a ouvert une enquête sur l'échec de la campagne de Walcheren en 1809. Il est nommé lieutenant adjoint du comté de Somerset en 1803 et est haut commissaire de Newbury. Il est élu membre de la Society of Antiquaries of London en 1814 et est vice-président de la Royal Horticultural Society.

## Mariage et descendance
Le 26 avril 1796, il épouse l'héritière Elizabeth "Kitty" Acland (décédée en 1813), à St George's Hanover Square. Elle est la fille unique et l'héritière du colonel John Dyke Acland (1747-1778), fils et héritier de Thomas Dyke Acland, 7e baronnet (1722-1785) de Killerton, Devon et Petherton Park à Somerset, qui acquiert Pixton, Tetton et Holnicote par son mariage avec l'héritière Elizabeth Dyke (d.1753). Il hérite de son épouse les importants domaines de Pixton Park dans le Somerset et de Tetton à Kingston St Mary. Kitty est morte en 1813. Par sa femme, il a cinq enfants, trois filles et deux fils.
Il est décédé à l'âge de 60 ans dans sa résidence londonienne à Grosvenor Square et est enterré à Burghclere dans le Hampshire. Son fils aîné Henry Herbert (3e comte de Carnarvon), lui succède.